# Chlorissa viridata
Chlorissa viridata là một loài bướm đêm thuộc họ Geometridae. Loài này có ở Tây Âu tới Đông Á.
Sải cánh khoảng 24–27 mm. 
Ấu trùng ăn các loài Calluna vulgaris, Betula và Salix (bao gồm Salix repens). Các cây nó ăn khác gồm Empetrum nigrum, Myrica gale, Vaccinium uliginosum, Quercus, Potentilla, Galium, Hieracium, Artemisia, Ononis, Clematis, Prunus, Crataegus, Corulus, Rubus, Erica, Ulex, Genista, Lotus corniculatus, Crataegus và Ledum palustre. 

## Phân loài
- Chlorissa viridata viridata (miền trung và Nam Âu)
- Chlorissa viridata melinaria (Herrich-Schäffer, 1856) (miền nam Urals)
- Chlorissa viridata insigniata (Staudinger, 1901) (mountains of miền trung Asia)

## Hình ảnh

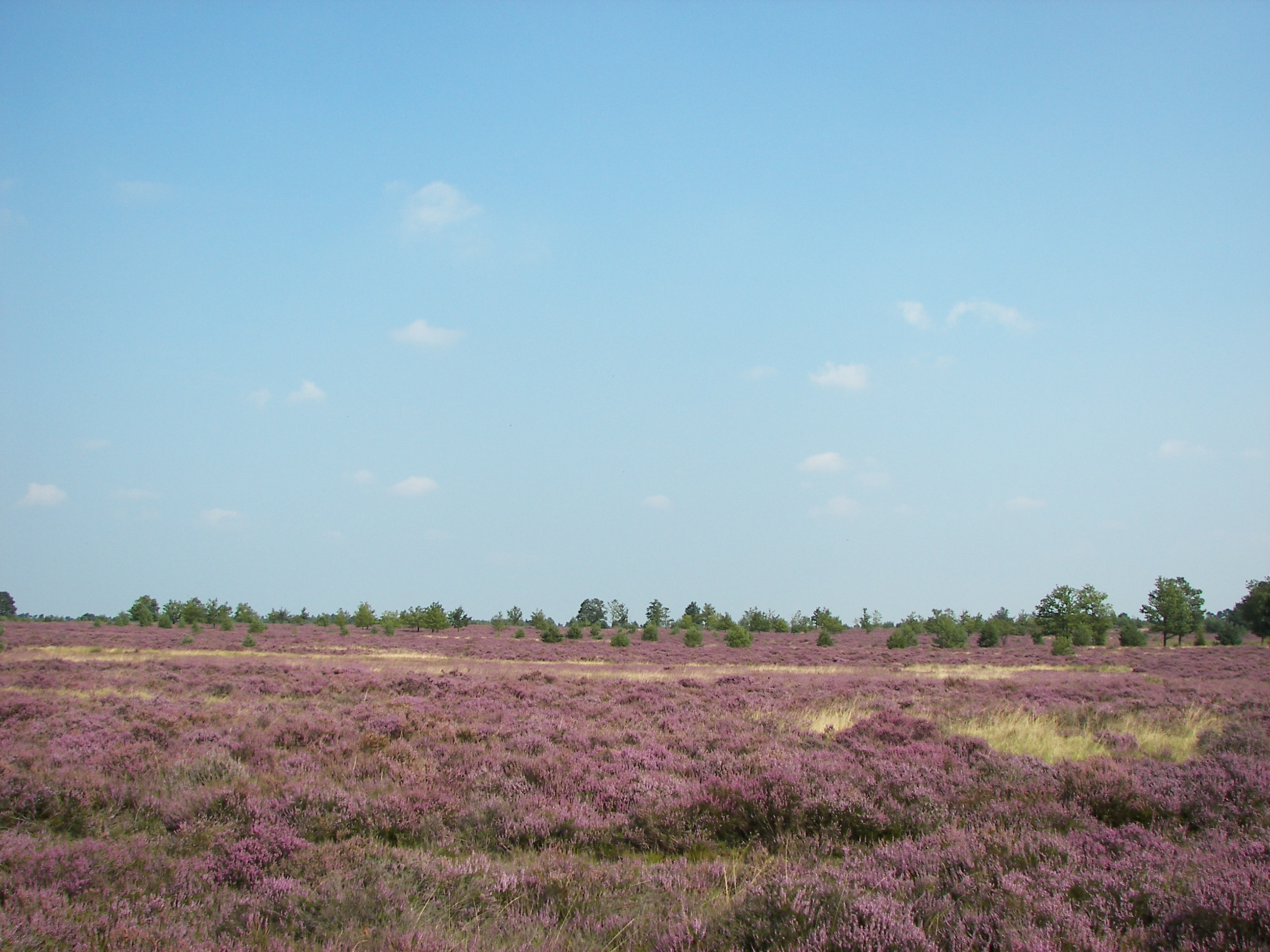
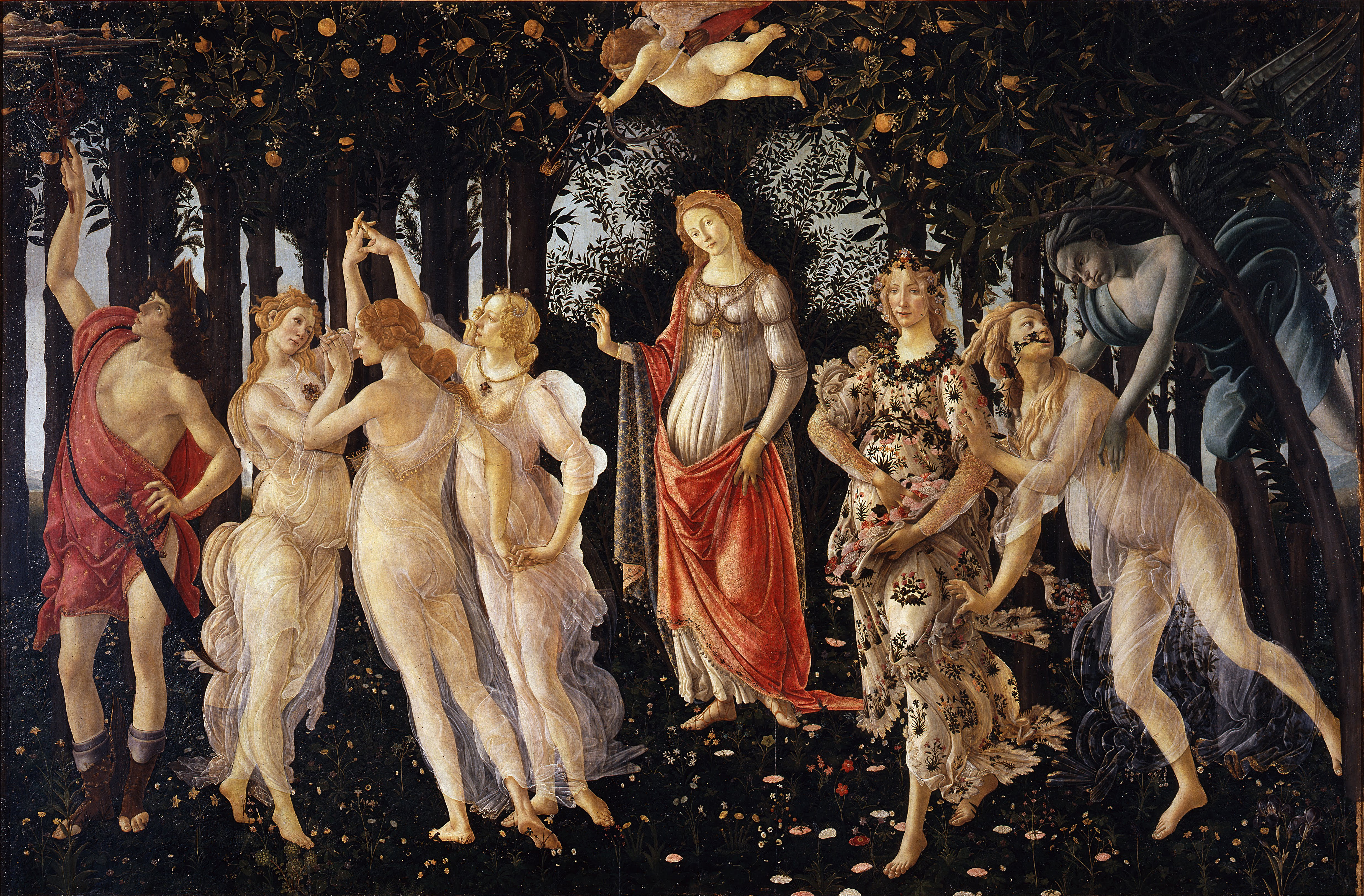
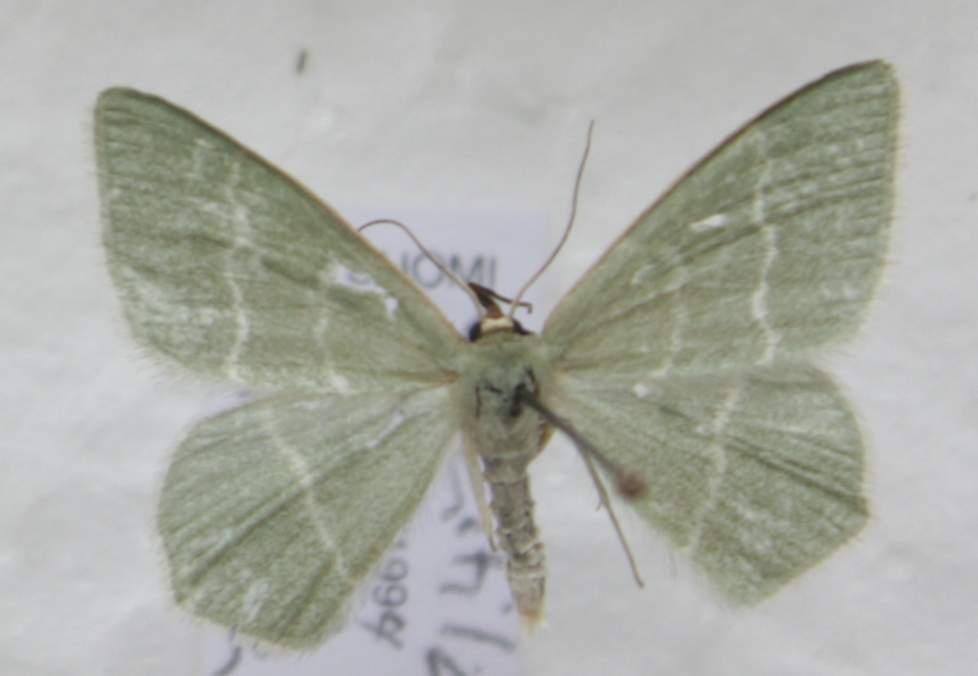